# المتنزهات الوطنية في المملكة العربية السعودية
المتنزهات الوطنية؛ هي مساحات تملكها وتديرها الدولة باعتبارها ثروة وطنية عامة. وتخصص المساحات الطبيعية بموجب قرار صادر من معالي وزير البيئة والمياه والزراعة وتتميز المتنزهات الوطنية في المملكة بتنوع غطائها الأرضي (Landcover) ونظامها البيئي والنباتي.
تدار المتنزهات الوطنية في المملكة العربية السعودية من قبل الإدارة العامة للمتنزهات الوطنية التابعة للمركز الوطني لتنمية الغطاء النباتي ومكافحة التصحر (NCVC)، والذي يعتبر أحد المراكز البيئية التي صدرت وفقًا لاستراتيجية البيئة.

### المركز الوطني لتنمية الغطاء النباتي ومكافحة التصحر
تأسس المركز الوطني لتنمية الغطاء النباتي ومكافحة التصحر بقرار صادر من مجلس الوزراء رقم (417) بتاريخ 19/7/1440هـ. وقد باشر أعماله مستقلًا في شهر مارس 2021 م في مقره بمدينة الرياض في المملكة العربية السعودية. وتم تعيين الدكتور خالد بن عبد الله العبد القادر أول رئيس تنفيذي للمركز الوطني لتنمية الغطاء النباتي ومكافحة التصحر، والذي عمل سابقًا كمستشار بيئي أعلى لأكثر من عشرين عامًا مع أرامكو السعودية، وأستاذ جامعي بقسم علوم الأرض في جامعة الملك فهد للبترول والمعادن، وعمل قبلها باحثًا في قسم الموارد المالية بمعهد البحوث في جامعة الملك فهد للبترول والمعادن من عام 1985 م وحتى 1998 م.
وتنبثق مهام وأهداف المركز من الاستراتيجية الوطنية للبيئة والتنمية المستدامة.

## نبذة عامة عن المتنزهات الوطنية في السعودية

### تصنيفات المتنزهات الوطنية
تمتاز المتنزهات الوطنية في المملكة العربية السعودية بتعدد أنواعها البيئية، ويمكن تصنيفها حسب الأنواع الرئيسية التالية:
- صحاري رملية واسعة ذات نباتات وحيوانات متأقلمة على الجفاف
- سهول وهضاب تتخللها أودية موسمية في وسط المملكة
- مرتفعات جبلية بعضها ذات طابع غابات كثيفة
- سواحل ومسطحات مائية

### تاريخ المتنزهات في المملكة
تخصص أول متنزه وطني في المملكة العربية السعودية في عام 1976 م الموافق 1396 هـ وهو متنزه عسير الوطني. وقد بدأ تنفيذ المشروع في عام 1979 م، وافتتح المتنزه أبوابه للزوار عام 1981 م.
يغطي المتنزه مساحة تقدر بنحو 455,000 هكتار (4,550 كم مربع)، ويتواجد فيه جميع أنواع التضاريس من جبال وسهول وسواحل ومرتفعات، ويصل ارتفاعه عن ساحل البحر الأحمر إلى 3,408 م.
وقد تأسست إدارة متنزه عسير الوطني في عام 1400 هـ الموافق 1980 م، وأُوكلت لها مهمة تشغيل وصيانة المتنزهات المقامة حاليًا والمحافظة عليها في منطقة عسير.

### المتنزهات الوطنية بالأرقام
يتجاوز عدد المتنزهات الوطنية المخصصة في المملكة حتى الربع الأول من عام 2023 م أكثر من 450 متنزه وطني مُخصص في كافة مناطق السعودية، وبمساحة إجمالية تتجاوز (5,690,535,851,070) متر مربع.

### أكبر خمس متنزهات مُخصصة في المملكة العربية السعودية
1. متنزه نطاق الضميرية الوطني بمنطقة المدينة المنورة، محافظة المدينة المنورة، بمساحة إجمالية تتجاوز (5,680) مليون متر مربع
2. متنزه نطاق جبل رضوى الوطني بمنطقة المدينة المنورة، محافظة ينبع، بمساحة إجمالية تتجاوز (690) مليون متر مربع
3. متنزه الغلغل والدريعي الوطني بمنطقة الرياض، محافظة الأفلاج، بمساحة إجمالية تتجاوز (690) مليون متر مربع.
4. متنزه وثيلان الوطني (الجزء الأول من المتنزه) بمنطقة الرياض، محافظة الدلم بمساحة إجمالية تتجاوز (580) مليون متر مربع
5. متنزه صهوة الوطني بمنطقة المدينة المنورة، محافظة المدينة المنورة، بمساحة إجمالية تتجاوز (460) مليون متر مربع

## الفرق بين المتنزهات الوطنية والمحميات الطبيعية والحدائق العامة

### المتنزه الوطني
مساحة جغرافية يتم تخصيصها لهدف حماية البيئة وتنمية الغطاء النباتي والحياة الفطرية فيها، وتتم إدارتها من قبل الإدارة العامة للمتنزهات الوطنية، وتطبق عليها لائحة تنمية الغطاء النباتي ومكافحة التصحر، ويمنع فيها بشكل كامل أو جزئي العديد من التدخلات البشرية مثل الرعي والاحتطاب وأي نشاط يؤدي إلى تدمير أو تدهور بيئي، ولا يسمح فيها بوضع أي حيوانات أو نباتات من خارج طبيعتها ونمطها. وفي بعض المتنزهات الوطنية تحدد أماكن مخصصة للسياحة البيئية مثل التنزه وتطوير وتصميم المتنزهات وتشجيع الزوار والسياح على الاستكشاف وممارسة الأنشطة المتناسبة مع الأماكن الطبيعية مثل التخييم والهايكنج، وتتميز بكون مساحاتها في الغالب شاسعة تتجاوز 25 كلم مربع.

### المحمية الطبيعية أو المنطقة المحمية
منطقة جغرافية محددة المساحة تُخصص للمحافظة على الموارد البيئية المتجددة وتطبيق النظم الجيدة لاستغلالها، ويتم إدارتها الإشراف عليها من قبل جهات متخصصة كهيئات محددة لكل محمية.وتتميز هذه المناطق بأنها قد تحتوي على نباتات أو حيوانات مهددة بالانقراض مما يستلزم حمايتها من التعديات الإنسانية والتلوث بكل أنواعه، ولا يمكن الولوج إليها أو إقامة أي نشاط إلا بتصريح مشروط، وغالبًا ما تكون مساحاتها كبيرة جدًا تتجاوز 1000 كلم مربع.

### الحديقة العامة
مساحات مزروعة بمختلف أنواع النباتات بشكل طبيعي أو من صنع البشر، مخصصة للتنزه داخل المدن ومهيأة لاستقبال الناس وممارسة أي نشاط يحبونه في الهواء الطلق، وتشرف عليها وزارة الشؤون البلدية والإسكان في السعودية أو بعض الجهات المخصصة وغالبًا ما تكون مساحاتها محدودة أو صغيرة جدًا مقارنة بالمتنزهات الوطنية والمحميات، والتي لا تتعدى في أغلب الأحيان مساحة 100 ألف متر مربع.

## الإدارة العامة للمتنزهات الوطنية

### تأسيس الإدارة
تم البدء في تأسيس أول إدارة عامة للمتنزهات الوطنية في شهر مارس 2021 م، منطلقة من المقر الرسمي للمركز الوطني لتنمية الغطاء النباتي في مدينة الرياض بالسعودية، والتي قامت إدارة المركز فور إطلاقها بتعيين أول مدير عام للإدارة العامة للمتنزهات الوطنية د. محمد بن يحيى آل مفرح (مستشار الاستثمار وتنمية الموارد المالية ومدير عام الإدارة العامة للمتنزهات الوطنية في المركز الوطني لتنمية الغطاء النباتي ومكافحة التصحر، والذي عمل مستشارًا لدى وزارة الشؤون البلدية والإسكان لتطوير منظومة الحدائق العامة، وأطلق أول منصة وبوابة إلكترونية عالمية للحدائق العامة سجلت أكثر من ١٥ ألف حديقة. له عدد من المقالات والمؤلفات تحت موضوع (تنمية الموارد المالية للاستثمار) للجهات الحكومية والجهات غير هادفة للربح.
وقامت الإدارة العامة للمتنزهات الوطنية فور إطلاقها بتدشين (برنامج المتنزهات الوطنية) والذي على ضوئه استقطبت أول فريق عمل سعودي من الشباب والشابات الشغوفين بتحقيق أهداف السعودية. وانطلق البرنامج ليحقق أهداف المركز في حماية الغطاء النباتي وتنميته وازدهاره، والحفاظ على المقومات الطبيعية للمتنزهات الوطنية، ما يسهم في تحقيق مستهدفات رؤية المملكة 2030 ومبادرة السعودية الخضراء ويعزز السياحة المستدامة.